# Erwin Stalder
Erwin Stalder (20 maggio 1908 – 6 febbraio 1959) è stato un calciatore svizzero, di ruolo attaccante.

## Carriera

### Nazionale
Ha collezionato 2 presenze con la propria Nazionale.

## Statistiche

### Cronologia presenze e reti in nazionale
| Cronologia completa delle presenze e delle reti in nazionale ― Svizzera | Cronologia completa delle presenze e delle reti in nazionale ― Svizzera | Cronologia completa delle presenze e delle reti in nazionale ― Svizzera | Cronologia completa delle presenze e delle reti in nazionale ― Svizzera | Cronologia completa delle presenze e delle reti in nazionale ― Svizzera | Cronologia completa delle presenze e delle reti in nazionale ― Svizzera | Cronologia completa delle presenze e delle reti in nazionale ― Svizzera | Cronologia completa delle presenze e delle reti in nazionale ― Svizzera |
| Data                                                                    | Città                                                                   | In casa                                                                 | Risultato                                                               | Ospiti                                                                  | Competizione                                                            | Reti                                                                    | Note                                                                    |
| ----------------------------------------------------------------------- | ----------------------------------------------------------------------- | ----------------------------------------------------------------------- | ----------------------------------------------------------------------- | ----------------------------------------------------------------------- | ----------------------------------------------------------------------- | ----------------------------------------------------------------------- | ----------------------------------------------------------------------- |
| 29-3-1931                                                               | Berna                                                                   | Svizzera                                                                | 1 – 1                                                                   | Italia                                                                  | Coppa Internazionale 1931-1932                                          | -                                                                       |                                                                         |
| 12-4-1931                                                               | Budapest                                                                | Ungheria                                                                | 6 – 2                                                                   | Svizzera                                                                | Coppa Internazionale 1931-1932                                          | -                                                                       |                                                                         |
| Totale                                                                  |                                                                         | Presenze                                                                | 2                                                                       |                                                                         | Reti                                                                    | 0                                                                       |                                                                         |

## Palmarès

### Club

#### Competizioni nazionali
- Coppa Svizzera: 1

Urania Ginevra: 1928-1929

#### Competizioni internazionali
- Coppa dei Vincitori: 1

Urania Ginevra: 1931